# Selenidioides
Selenidioides es un género de alveolados parásitos del infrafilo Apicomplexa. Las especies de este género infectan a invertebrados marinos.

## Taxonomía
El orden Archigregarinorida fue redefinido por Levine en 1971. Esta reorganización dio lugar a la creación de dos familias nuevas (Exoschizonidae y Selenidioididae) y varios géneros entre los que se incluye Selenidioides.

## Ciclo de vida
Los parásitos infectan el tramo gastrointestinal y presumiblemente se transmiten por vía orofecal, aunque los detalles de este mecanismo son actualmente desconocidos.